# ماوند هاوس (نوادا)
ماوند هاوس (به انگلیسی: Mound House) یک منطقهٔ مسکونی در ایالات متحده آمریکا است که در شهرستان لایون، نوادا واقع شده‌است. ماوند هاوس ۱٬۵۱۶٫۰۹ متر بالاتر از سطح دریا واقع شده‌است.